# Plectoneura penumbrata
Plectoneura penumbrata är en fjärilsart som beskrevs av W. Warren 1903. Plectoneura penumbrata ingår i släktet Plectoneura och familjen mätare. Inga underarter finns listade i Catalogue of Life.